# البالا
بلدية البلاط أو البَلَّاعة (بالإسبانية: Albalá)‏، هي بلدية تقع في مقاطعة قصرش والتي تقع في منطقة إكستريمدورة، غرب إسبانيا.
يبلغ عدد سكانها 859 نسمة وفقاً لإحصائية سنة (2002).